# Hypena aridoxa
Hypena aridoxa là một loài bướm đêm trong họ Erebidae.